# Ectropis signaria
Ectropis signaria là một loài bướm đêm trong họ Geometridae.